# 格伊塞尼鄉
44°31′N 25°39′E / 44.517°N 25.650°E
格伊塞尼鄉（羅馬尼亞語：Comuna Găiseni, Giurgiu），是羅馬尼亞的鄉份，位於該國南部，由久爾久縣負責管轄，面積25平方公里，海拔高度124米，2007年人口5,444，人口密度每平方公里218人。